# Rame (Halbinsel)

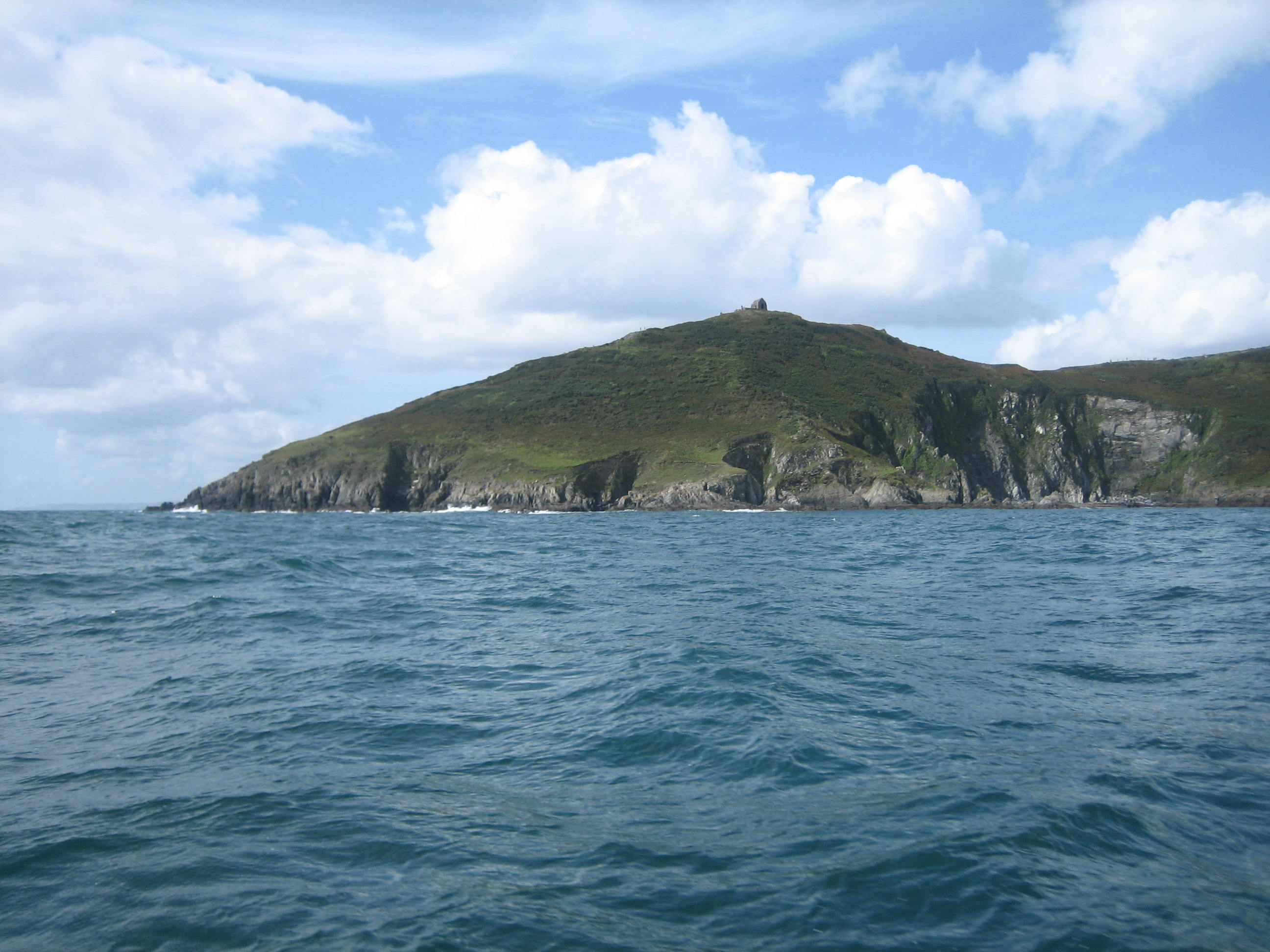
Rame Head vom Meer aus

Rame ist eine im Südwesten von Großbritannien liegende Halbinsel. Sie liegt im Südosten der Grafschaft Cornwall. 

## Geographie
Die 10 km lange Halbinsel ist an drei Seiten von Wasser umgeben, im Süden liegt die Whitsand Bay am Ärmelkanal, im Osten grenzt die Halbinsel an den Plymouth Sound und an den Hamoaze und im Norden an den Lynher. Zum Hamoaze liegen mit dem St Johns Lake und dem Mill Brook Lake zwei tief eingeschnittene flache Buchten.
Die Halbinsel hat eine nur 2,5 km breite Landverbindung nach Cornwall. Die hügelige Landschaft fällt zum Plymouth Sound teils mit hohen Klippen ab und endet in den Landspitzen Penlee Point und dem 93 m hohen Rame Head. Westlich von Rame Head liegt die Bucht von Whitsand Bay mit einem fast 5 km langen Sandstrand. 
Die größte Stadt ist das gegenüber von Devonport gelegene Torpoint an der Ostküste. Auf der Halbinsel liegen mehrere kleine Dörfer, darunter Antony, Millbrook, St John, Sheviock, Maker-with-Rame und St Germans.

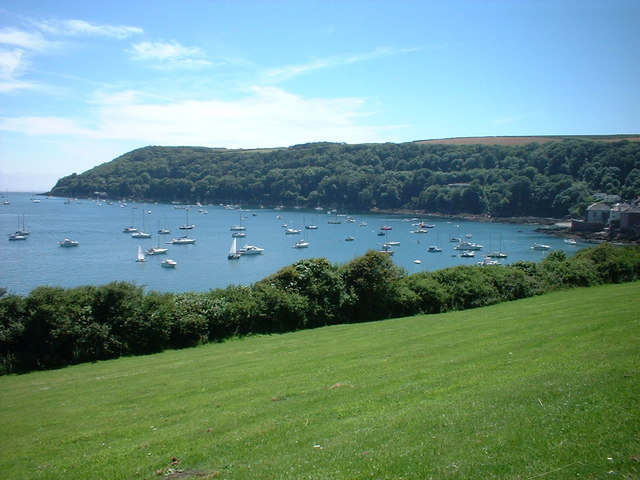
Cawsand Bay und Penlee Point

## Verkehr
Durch die weite Mündung des Lynher River ist die Halbinsel mit Fahrzeugen schwer zu erreichen, von Plymouth erfolgt die Zufahrt über die A 38 über die Tamar Bridge und Saltash. Außerdem verkehrt eine Autofähre von Devonport nach Torpoint, Fährverbindungen für Fußgänger verkehren von Plymouth nach Cremyll und im Sommer nach Kingsand. Wegen der Abgelegenheit wird die Halbinsel auch als „The Forgotten Corner“ bezeichnet.

## Tourismus
Ein Abschnitt des South West Coast Path verläuft entlang der Küste des Plymouth Sound von Cremyll bis zur Whitsand Bay. 
Auf der Halbinsel liegen drei sehenswerte Herrenhäuser, Port Eliot in St Germans, Antony House bei Torpoint sowie Mount Edgcumbe House mit einem 350 ha großen Landschaftspark, der heute als Country Park dient.
An der Südostspitze der Halbinsel liegt ein 800 ha großes Area of Outstanding Natural Beauty, das den Country Park und Rame Head umfasst. Es ist das kleinste Area of Outstanding Natural Beauty in Cornwall.

## Geschichte
Aufgrund der Lage an der Zufahrt zur Marinebasis Devonport kam der Halbinsel seit dem 16. Jahrhundert eine hohe strategische Bedeutung zu. Bereits im 16. Jahrhundert wurden erste Küstenbefestigungen angelegt, vor allem im 19. Jahrhundert wurden die Halbinsel mit zahlreichen Küstenbefestigungen wie Scraesdon Fort, Tregantle Fort, Penlee Point Battery, Fort Picklecombe, Polhawn Fort oder Cawsand Battery befestigt, die teils bis nach dem Zweiten Weltkrieg in Gebrauch waren.
Bis 1844 gehörte ein Teil der Halbinsel zu Devon, erst durch eine Grenzkorrektur kam sie vollständig zu Cornwall. 